# Knodus dorsomaculatus
Knodus dorsomaculatus är en fiskart som beskrevs av Ferreira och Netto-ferreira 2010. Knodus dorsomaculatus ingår i släktet Knodus och familjen Characidae. Inga underarter finns listade i Catalogue of Life.